# Harmaita Säveliä
Harmaita Säveliä – czwarty album fińskiej grupy heavymetalowej Lyijykomppania, wydany w 2005. Wszystkie teksty piosenek są w języku fińskim.

## Lista utworów
1. "Kirves puun juurella" - 3:18
2. "Ei huolta" - 4:44
3. "Haavoitettu Veljeskunta" - 4:59
4. "Kaninkoloon putoajat" - 3:17
5. "Parempi maailma" - 3:27
6. "Nälkätaiteilija" - 3:34
7. "Käärme nurkassa" - 4:50
8. "Ei koskaan ei koskaan -maa" - 3:34
9. "Antti Kaitainen" - 4:12
10. "Lasten kynnet" - 4:15

## Twórcy
- Jarkko Strandman – śpiew, gitara elektryczna
- Lemmy Lindström – gitara basowa, gitara elektryczna
- Esa Moilanen – perkusja